# Giorgio Demetrio Gallaro
Giorgio Demetrio Gallaro (n. Pozzallo, Sicilia; 16 de enero de 1948) es un obispo católico italiano. Fue nombrado obispo particular (eparca) de la Eparquía de Piana degli Albanesi el 31 de marzo de 2015.

## Biografía

### Formación y sacerdocio
Realizó sus estudios inferiores en el seminario local de Noto y los superiores en Los Ángeles. Fue ordenado sacerdote el día 27 de mayo del año 1972 y ejerció su ministerio en varias parroquias de rito oriental en los Estados Unidos. Se incardinó en la eparquía de Newton de los Melquitas en el 1987.
El 31 de marzo de 2015, el papa Francisco lo nombró nuevo eparca de la Eparquía de Piana degli Albanesi, tras haber estado dicha eparquía con sede vacante durante dos años. Será consagrado el 28 de junio en las manos de l'eparca de Lungro, Donato Oliverio
El 4 de febrero de 2020 fue nombrado secretario de la Congregación para las Iglesias Orientales por el papa Francisco, a la vez que se le concedió la dignidad de arzobispo. Cesó en el cargo el 15 de febrero de 2023.
El 28 de abril de 2020 fue nombrado consultor del Pontificio Consejo para la Promoción de la Unidad de los Cristianos  ad quinquennium.